# Слива, Кёртис
Кёртис Сли́ва (англ. Curtis Sliwa; род. 26 марта 1954, Нью-Йорк, США) — американский общественный и политический деятель, наиболее известный как основатель «Guardian Angels» (с англ. — «ангелы-хранители»), волонтёрской организации по предотвращению преступности.
С 1990 года — ведущий консервативного ток-шоу на AM—радиостанции WABC.
Кандидат в мэры Нью-Йорка от Республиканской партии в 2021 (проиграл демократу Эрику Адамсу, заняв 2-е место с 27,76 % голосов) и 2025.